# Carles Gascón Chopo
Carles Gascón Chopo   (la Seu d'Urgell, 1970) és un historiador català especialitzat en l’edat mitjana als Pirineus, doctorat per la UNED l’any 2016 amb una tesi doctoral dedicada a les bases socials del catarisme a Catalunya, que fou reconeguda amb el Premi Extraordinari de Final de Doctorat.
Treballa com a Tècnic de Patrimoni Cultural al Consell Comarcal de l'Alt Urgell, des d’on ha participat en diversos projectes de restauració del patrimoni d’aquesta comarca. És especialista en heretgies medievals i en institucions medievals del Pirineu català i d'Andorra. Així mateix, com a paleògraf, participa en diversos projectes d’edició de documents històrics d'Andorra i l'Alt Urgell.

## Obra publicada
- Càtars al Pirineu català (Pagès, 2003)
- Els retaules gòtics de la vall de la Vansa i Tuixent, amb Teresa Font (Generalitat de Catalunya, 2006)
- Comarques oblidades. Josep Zulueta i el Pirineu l'any 1890 (Edicions Salòria, 2010)
- La catedral saquejada. El comte de Foix i la invasió del bisbat d'Urgell a la fi del segle XII (Edicions Salòria, 2015)
- Cadí, 100 anys de Cooperativa (Cooperativa Lletera del Cadí, 2015)
- Anàlisi fisiogràfica de topònims andorrans d'arrel preromana, amb Xavier Planas, Juan Karlos López-Mugartza i Mikel Belasko (Govern d'Andorra, 2018)
- Els termes tradicionals dels pobles de l'Alt Urgell i els béns comunals, amb Jesús Burgueño, Josep Ramon Mòdol, Josep Lluís Pargaña, Carlos Guàrdia, Godofredo Garcia, Meritxell Martí, Antoni Navinés, Sara Camps, Pere Porta, Eduard Trepat i Marc Borrell (Garsineu, 2019)[3]
- Consell de la Terra. Els orígens, amb Ignasi Baiges (Consell General del Principat d'Andorra, 2019)
- Història de la Cerdanya, amb Sara Aliaga, Oriol Mercadal, Lluís Obiols, Oriol Olesti i Erola Simon (Diputació de Girona, 2021)
- Les parròquies d'Andorra i l'Alt Urgell al segle XVI, amb Carmen Xam-mar (Anem editors, 2022)
- Història de la Seu d'Urgell medieval. El vicus, la vila i la ciutat (Anem editors, 2023)